# Etymologie
Die Etymologie, auch Wortherkunft und zudem kurz Herkunft genannt, befasst sich mit der Herkunft, Geschichte und Bedeutung der Wörter. Etymologie ist die historische Untersuchung der Herkunft von Wörtern. Im Verständnis der Sprachwissenschaft ist die Wortherkunft die Erklärung der Entstehung eines Wortes oder Morphems in einer gegebenen Gestalt und Bedeutung. Als sprachgeschichtlich (diachron) ausgerichtete Erklärungsweise ist sie Bestandteil der historischen Sprachwissenschaft, ihre Ergebnisse werden in etymologischen Wörterbüchern gesammelt und als Zusatzinformation auch in Wörterbüchern und Lexika anderer Art aufgenommen.
Früheren Epochen diente die Etymologie als „Ableitung eines Wortes aus seiner Wurzel und Nachweisung seiner eigentlichen, wahren Bedeutung“ zur Erklärung einer im Wort angelegten „Wahrheit“ (τὸ ἔτυμον to étymon), die mithilfe von Ähnlichkeiten der Wortgestalt zu anderen Wörtern erschlossen und als Aussage über die vom Wort bezeichnete Sache oder als eigentliche, ursprüngliche Wortbedeutung verstanden wurde. Als rhetorisches Argument (argumentum a nomine) dient die Etymologie in Form eines Hinweises oder einer Berufung auf die angenommene Herkunft und ursprüngliche Bedeutung eines Worts traditionell dem Zweck, die eigene Argumentation durch einen objektiven sprachlichen Sachverhalt zu stützen und ihr so besondere Überzeugungskraft zu verleihen.

## Herkunft des Wortes
Etymologie ist ein griechisches Fremdwort und leitet sich von dem altgriechischen Wort ἐτυμολογία etymología her. Dieses enthält seinerseits die Bestandteile ἔτυμος étymos („wahr, wahrhaft, echt, wirklich“; siehe auch Etymon) und λόγος lógos (hier „Wort“) und bedeutet in einem umfassenderen Sinn so viel wie „Erklärung der einem Wort innewohnenden Wahrheit“. Im Deutschen wird dafür auch das Synonym Wortherkunft verwendet.
Die Verbindung der Bestandteile ist im Griechischen seit dem 1. Jahrhundert v. Chr. belegt (Dionysios von Halikarnassos), ebenso schon die Entlehnung etymologus ins Lateinische (Varro), doch soll nach dem späteren Zeugnis von Diogenes Laertius (VII.7) auch schon Chrysippos im 3. Jahrhundert v. Chr. Werke mit dem Titel Περὶ τῶν ἐτυμολογικῶν Perì tôn etymologikôn („Über etymologische Themen“) und ἐτυμολογικόν etymologikón („Etymologisches“) verfasst haben.

## Geschichte der Etymologie

### Altertum
Bereits im griechischen Altertum gab es philosophische Strömungen, die der Richtigkeit der Namen nachgingen. Für diese Tätigkeit wurde in der Regel nicht der Begriff Etymologie verwendet. So fragte sich bereits Heraklit von Ephesos (um 500 v. Chr.), inwiefern der Name eines Dinges die Wahrheit einer Sache widerspiegele und damit, inwiefern der Name tatsächlich dem durch ihn bezeichneten Gegenstand entspreche. Später beschäftigte sich Platon in seinem Dialog Kratylos eingehend mit der Richtigkeit der Namen. In diesem Dialog lässt Platon einen Vertreter der mystisch-religiösen These, laut derer alle Wörter ihre Bedeutung von Natur aus haben und keiner Definition bedürfen, gegen einen Vertreter der eher modernen, im Kratylos erstmals bezeugten Gegenthese antreten, laut derer der Zusammenhang von Wörtern und ihrer Bedeutung auf der willkürlichen Festlegung durch den Menschen beruht. (Zur Diskussion um die Sprachrichtigkeit in der Antike vgl. Siebenborn 1976.) Die Etymologie war Teil der antiken Grammatik und wurde neben den Philosophen vornehmlich von den sogenannten Grammatikern betrieben, allerdings aus heutiger Sicht ohne verlässliche Methodik, so dass die auf bloßer Spekulation aufgrund vager Analogien in Klang oder Schriftbild beruhenden Herleitungen einer kritischen Prüfung durch die moderne Sprachwissenschaft meist nicht standgehalten haben. Man spricht daher von Pseudetymologien (auch Pseudo-Etymologien), die sich nicht wesentlich von sogenannten Vulgäretymologien oder Volksetymologien unterscheiden, einem Phänomen, das auch heute noch im außerwissenschaftlichen Bereich eine nicht unerhebliche Rolle spielt und nicht selten sogar argumentative Verwendung findet, z. B. die fälschliche Herleitung des Wortes „Dichten“ von „dicht“ statt vom lateinischen dictare. Die Etymologie eines Worts wurde in der Antike als so bedeutender Teil der Bedeutungserklärung angesehen, dass sogar Enzyklopädien, wie die des spätantiken Grammatikers Isidor von Sevilla den Titel Etymologiarum sive originum libri ‚Etymologien oder Ursprünge [der Wörter]‘ (kurz: Etymologiae, „Etymologien“) tragen konnten.
Auch andere Kulturen, insbesondere solche mit langer Schrifttradition wie Indien und China, haben sich früh mit Etymologie beschäftigt, die ihnen unter anderem ein tieferes Verständnis überlieferter Texte ermöglichen sollte.

### Mittelalter
Den Höhepunkt der „wahrheitssuchenden Etymologie“ finden wir bei Isidor von Sevilla Anfang des 7. Jahrhunderts n. Chr., also im Frühmittelalter. In seinem Hauptwerk Etymologiae libri viginti gibt er zahlreiche Beispiele von Etymologien, deren Wahrheitsgehalt jedoch im Zweifel steht. Auch Isidor von Sevilla benannte viele Etymologien, um Dinge verständlich zu erklären, die historisch gesehen zu bezweifeln sind. Zum Beispiel: „persona est Exegese, Physiologus“ (der Tiernamen aus der Wortgestalt zu erklären sucht), oder die Legenda aurea, die vor der Vita eines Heiligen zunächst seinem Namen breite Aufmerksamkeit widmet. Auch Petrus Helie versteht die etymologische Bedeutung von Wörtern als Synonym für einen „Wahrspruch“ an sich (veriloquium): „denn wer etymologisiert, zeigt den wahren, d. h. den ersten Ursprung des Worts an.“ (Übersetzung in: Arens 1969, 39)

### Gegenwart
Heute ist Etymologie innerhalb der historisch vergleichenden Sprachwissenschaft die Disziplin, welche Entstehung und geschichtliche Veränderung einzelner Wörter aufspürt und in etymologischen Wörterbüchern festhält. Historische Linguistik sucht nach wiederkehrenden Erscheinungen des Sprachwandels und leitet aus ihnen Lautgesetze ab, die es ihrerseits erleichtern, Veränderungen eines Worts im Verlaufe der Geschichte zu beobachten.
Zusätzlich zur rein linguistischen Beschäftigung mit Etymologie bringt die sprachgeschichtliche Forschung außerdem Nutzen für das genauere Verständnis von Texten und einzelnen Begriffen. Ein weiteres Anwendungsgebiet besteht in der Übertragung der Ergebnisse auf die Archäologie. Hier können sprachgeschichtliche Verhältnisse Anhaltspunkte für verschiedene archäologische Fragestellungen liefern, so etwa im Fall der Rekonstruktion von frühzeitlichen Wanderungsbewegungen. Auch soziolinguistische Rückschlüsse auf Sozial- und Kulturgeschichte stehen dabei im Blickfeld.
Die von 1996 bis 2015 publizierte Zeitschrift Studia Etymologica Cracoviensia befasst sich ausschließlich mit etymologischen Themen.

## Etymologie in Wissenschaft und Gesellschaft
Im Rahmen der Sprachwissenschaft will Etymologie mehr über die einzelnen Phänomene der geschichtlichen Veränderung einer Sprache herausfinden. Aus dem so gewonnenen Wissen soll ein erweitertes Verständnis über die Entwicklungsgeschichte einer Einzelsprache sowie der Umstände des Sprachwandels im Allgemeinen folgen. Das klassische Verständnis der Etymologie und praktische Anwendungen wie oben erwähnt steht dabei zumeist im Hintergrund. In der alltäglichen, nicht-wissenschaftlichen Beschäftigung mit Etymologie hat sich hingegen der normative Charakter der frühen Etymologie mehr oder weniger ausgeprägt erhalten. So wird etwa anhand der Geschichte eines Worts demonstriert, dass eine bestimmte, moderne Verwendungsweise falsch ist, da sie nicht der historischen entspricht bzw. sich nicht an der in der Wortgeschichte offenbar werdenden eigentlichen Wortbedeutung orientiert.
Vertreter einer abgeschwächten Variante dieses Arguments lehnen diese moderne Auffassung nicht grundsätzlich ab, erhoffen sich jedoch aus der Beschäftigung mit der Entwicklungsgeschichte eines Worts neue und weitere, vertiefende Aspekte für ein Verständnis seiner Bedeutung. Hier wird davon ausgegangen, dass diese Aspekte im Lauf der Zeit gleichsam verlorengegangen sind und durch sprachgeschichtliche Untersuchungen wieder bewusst gemacht werden können. Begründet wird dies damit, dass das Denken nur in den Bildern der Wahrnehmung als Abbild der Wirklichkeit erfolgen könne und somit allein schon die Wahrnehmung und in der Folge auch das Denken sowohl vom bewussten wie auch vom unbewussten Inhalt eines Begriffs wie auch dessen Gestalt geprägt sei. Die Etymologie wird hier als Weg gesehen, diese unbewussten Teile wahrnehmbar zu machen und so der Wahrnehmung und dem Denken diese verloren gegangenen Inhalte erneut erschließen zu können. So soll – ganz in der Tradition antiker Denker – ein Beitrag zum Reichtum der Sprache und des Denkens geleistet werden.
Unabhängig von der Frage, ob die jeweils angeführte wortgeschichtliche Herleitung inhaltlich korrekt ist oder nicht, geraten Vertreter beider Auffassungen in Widerspruch zu modernen sprachwissenschaftlichen Grundannahmen, wenn sie auf einer engen und unmittelbaren Beziehung zwischen einem gedanklichen Konzept und der Gestalt des Worts, mit dem es ausgedrückt wird, bestehen. Dieser Auffassung steht die funktionale Ansicht der Sprachwissenschaft entgegen, dass eine konkrete Wortform ihre Bedeutung ausschließlich per Arbitrarität und Konvention erhalte. Arbitrarität und Konvention sind Schlüsselbegriffe des Verständnisses von Zeichen in der Linguistik seit Beginn des 20. Jahrhunderts; man beruft sich dazu auf Ferdinand de Saussure (frz. 1916; dt. Übers. 1931/1967). Sie besagen, dass das Verhältnis zwischen der Form und der Bedeutung von Zeichen, d. h. auch von Wörtern, arbiträr (willkürlich) und durch gesellschaftliche Konvention bedingt sei. Für sich genommen habe ein Wort somit keine Bedeutung und Wirkung außer der, die sich in der jeweiligen Gegenwart aus der üblichen Verwendung ergibt. Die Existenz einer darüber hinaus dem Wort in irgendeiner Weise noch zusätzlich anhängenden Bedeutung, die in irgendeiner Form herausgefunden werden könnte oder sollte, wird hier bezweifelt. Unter einer solchen Annahme können die von den „normativen“ Etymologen vorgebrachten Interpretationen der Wortbedeutung nicht mehr Gültigkeit für sich beanspruchen als jede alternativ vorgeschlagene Neuinterpretation auch.
Die Auffassung von der Arbitrarität der Zeichen wird durch die Natürlichkeitstheorie in der modernen Linguistik durch die Entdeckung ergänzt, dass viele Aspekte der Sprache ikonisch (abbildend) sind, also gar nicht ausschließlich arbiträr (willkürlich).
Etymologische Erklärungen werden darüber hinaus auch häufig zur Untermauerung von Ideologien jedweder Couleur herangezogen, z. B. Esoterik, politischer Religionen, u. v. a. m. So versuchen beispielsweise Nationalisten die vermeintliche Überlegenheit der eigenen Kultur anhand ihrer Wirkung auf den Wortschatz einer anderen Sprache zu beweisen oder erwünschte verwandtschaftliche Beziehungen zweier Kulturen aus einer vermuteten Sprachverwandtschaft zu rekonstruieren. Der etymologischen Erklärung scheint eine besondere, unmittelbar einleuchtende Beweiskraft zu eigen zu sein, indem schon Bekanntes (ein Wort) von bislang unbekannter Seite dargestellt wird.